# 末崎村
末崎村（まっさきむら）は、1952年（昭和27年）まで岩手県気仙郡にあった村。現在の大船渡市末崎町にあたる。

## 沿革
- 1889年（明治22年）4月1日 - 町村制施行に伴い、旧来の末崎村単独で村制施行。
- 1952年（昭和27年）4月1日 - 大船渡町・盛町・赤崎村・猪川村・立根村・日頃市村と合併し、大船渡市となる。

## 行政

### 歴代村長
| 代      | 氏名       | 就任                      | 退任                      | 備考 |
| ------- | ---------- | ------------------------- | ------------------------- | ---- |
| 1 - 2   | 菅原梅吉   | 1889年（明治22年）5月     | 1896年（明治29年）8月     |      |
| 3       | 菊池順治   | 1897年（明治30年）        | 1897年（明治30年）7月     |      |
| 4       | 菅原仁     | 1897年（明治30年）8月27日 | 不詳                      |      |
| 5       | 菅原梅吉   | 1898年（明治31年）9月5日  | 1901年（明治34年）6月     | 再任 |
| 6       | 小松門太郎 | 1901年（明治34年）7月3日  | 1901年（明治34年）11月1日 |      |
| 7       | 菅原源作   | 1902年（明治35年）1月24日 | 1904年（明治37年）11月2日 |      |
| 8       | 菅原梅吉   | 1905年（明治38年）4月18日 | 1909年（明治42年）4月17日 | 三任 |
| 9       | 山本周太郎 | 1909年（明治42年）5月3日  | 1913年（大正2年）5月2日   |      |
| 10 - 11 | 菅原梅吉   | 1914年（大正3年）8月19日  | 1918年（大正7年）9月15日  | 四任 |
| 12 - 14 | 山本周太郎 | 1919年（大正8年）6月8日   | 1927年（昭和2年）12月25日 | 再任 |
| 15      | 佐藤清治郎 | 1927年（昭和2年）12月28日 | 1930年（昭和5年）3月29日  |      |
| 16 - 18 | 山本周太郎 | 1930年（昭和5年）3月30日  | 1942年（昭和17年）3月29日 | 三任 |
| 19      | 細川八百治 | 1942年（昭和17年）3月30日 | 1946年（昭和21年）3月29日 |      |
| 20      | 山本周太郎 | 1946年（昭和21年）3月30日 | 1947年（昭和22年）1月27日 | 四任 |
| 21 - 22 | 平野義方   | 1947年（昭和22年）4月5日  | 1952年（昭和27年）3月31日 |      |

## 交通
- 国鉄大船渡線：細浦駅